# Tina Turner
Pour les articles homonymes, voir Tina et Turner.
Anna Mae Bullock, dite Tina Turner, née le 26 novembre 1939 à Brownsville (Tennessee, États-Unis) et morte le 24 mai 2023 à Küsnacht (canton de Zurich, Suisse), est une chanteuse, auteure et actrice américano-suisse.
Ses contributions constantes à la musique rock lui ont permis d'acquérir le titre de « Queen of Rock & Roll » (« Reine du Rock & Roll »). En plus du rock, elle s'est également illustrée dans le rhythm and blues, la soul, la dance et la pop.
Tina Turner commence sa carrière avec les Kings of Rhythm d'Ike Turner en 1957 puis au sein du duo Ike and Tina Turner. Ce dernier atteint le succès avec des titres comme River Deep, Mountain High ou Proud Mary (qui remporte un Grammy Award) avant de se dissoudre en 1976. Dans les années 1980, Tina Turner a effectué l'un des plus grands retours de l'histoire de la musique. Son album multi-platine Private Dancer (1984) contient la chanson à succès What's Love Got to Do with It, qui a remporté le Grammy Award de l'enregistrement de l'année et est devenue aux États-Unis son premier et unique no 1 au Billboard Hot 100. À 44 ans, elle était l'artiste solo féminine la plus âgée à réussir cette performance. Son succès s'est poursuivi avec d'autres titres comme We Don't Need Another Hero (1985), The Best (1989) ou encore GoldenEye (1995).
Tina Turner est l'une des artistes les plus populaires du monde, avec des ventes estimées à plus de 180 millions de disques. Elle affiche au Billboard Hot 100 sept Top 10 singles et seize Top 10 R'n'B singles. Au Royaume-Uni, elle compte trente-trois Top 40 dans le UK Singles Chart et tous ses albums depuis Private Dancer ont atteint la première place. Elle fait partie avec Diana Ross et Aretha Franklin des chanteuses afro-américaines les plus influentes du XXe siècle. Elle est la première artiste noire et la première femme à faire la couverture du magazine Rolling Stone qui la classe parmi les 100 plus grands artistes de tous les temps et les 100 plus grands chanteurs de tous les temps. Elle a été deux fois intronisée au Rock and Roll Hall of Fame avec Ike Turner en 1991 et en tant qu'artiste solo en 2021. Elle remporte 12 Grammy Awards, dont un Grammy Lifetime Achievement Award, et est lauréate en 2005 du Kennedy Center Honors. Elle a également son étoile sur le Hollywood Walk of Fame et le St. Louis Walk of Fame.
Au cours de sa tournée mondiale Break Every Rule World Tour, elle établit en janvier 1988 au stade Maracanã de Rio de Janeiro, selon le Livre Guinness des records, le record du plus grand concert payant pour un artiste solo, avec 180 000 spectateurs. Tina Turner est aussi, toujours d'après le Livre Guinness des records, l'artiste à avoir vendu le plus de billets de concerts de l'histoire de la musique pour un artiste solo (environ 200 millions de places vendues),,. En 2009, Turner prend sa retraite après avoir terminé sa tournée Tina!: 50th Anniversary Tour (en) qui est l'une des plus lucratives des années 2000.
Tina Turner est également actrice et a joué dans Mad Max : Au-delà du dôme du tonnerre et dans Last Action Hero. Cette même année 1993, un biopic intitulé Tina est adapté de son autobiographie I, Tina: My Life Story.

## Biographie

### Enfance et débuts
De son vrai nom Anna Mae Bullock, elle naît à Brownsville dans le Tennessee le 26 novembre 1939,,. D'ascendance afro-américaine et euro-américaine, elle est fille de Zelma Currie et de Floyd Richard Bullock, tous deux employés d'usine, ce dernier étant également métayer. Abandonnée avec sa grande sœur Alline par son père, homme violent, et, provisoirement, par sa mère, elle est élève à la Flag Grove School dans le comté de Haywood (Tennessee) et chante dans la chorale de l’Église baptiste de Spring Hill. Les jeunes filles déménagent de Nutbush à Saint-Louis dans le Missouri pour vivre avec leur mère en 1956.
En 1957, à Saint-Louis, Anna rencontre un musicien de rock, Ike Turner. Bien que mineure, elle parvient à entrer avec sa sœur dans le club Manhattan où se produit Ike avec son groupe Kings of Rhythm. Il lui demande de chanter et il la fait monter sur scène. Emballé par sa voix, Ike l'engage comme choriste occasionnelle dans ses spectacles. Elle a 18 ans.
En 1960, la chanteuse qui devait venir enregistrer A Fool in Love (en) ne se présentant pas, Anna Mae la remplace et enregistre la chanson. A Fool in Love est un énorme succès dans les charts R&B, se plaçant no 2 et dans le Top 30 des charts US. Ike change le prénom d'Anna en Tina en référence à Sheena, reine de la jungle, et son nom en Turner, ce qui traduit déjà son emprise sur elle.

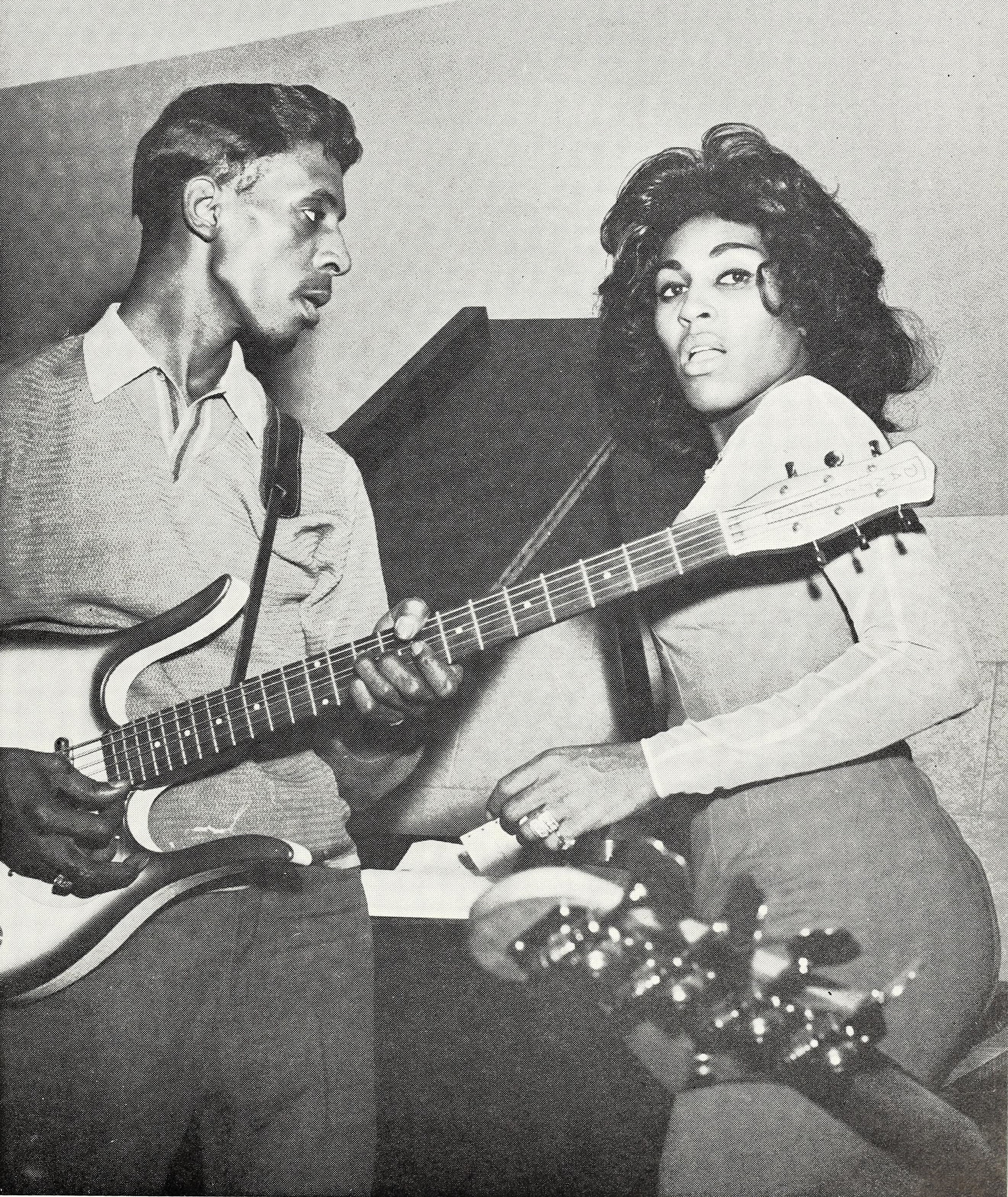
Ike & Tina Turner sur la couverture du magazine Cash Box, 30 juin 1962.

Homme violent, égoïste et drogué, Ike la convainc de l'épouser pour éviter que son ancienne femme récupère la garde de ses enfants. Leur mariage en 1962 à Tijuana au Mexique, est « un cauchemar qui s’achève dans un bordel ». Durant les années 1960 et 1970, Ike et Tina atteignent des sommets. Alors que l'époque et la musique changent, Tina développe un personnage scénique unique, en tant que chanteuse, danseuse, « entertainer » qui électrise le public durant les nombreux concerts du groupe.[non neutre]
Tina et les danseuses de la revue, les Ikettes, accomplissent des performances inoubliables et inimitables qui ont influencé beaucoup d'autres artistes comme Mick Jagger.[non neutre]
Ike et Tina enregistrent de nombreux succès dans les années 1960 tels que It's Gonna Work Out Fine, I Idolize You et River Deep Mountain High, avec le producteur Phil Spector, créateur du mur de son.
À la fin des années 1960, Tina découvre le rock et le duo commence à inclure dans ses shows des chansons telles que Come Together, Honky Tonk Women et I Want to Take you Higher, un titre signé Sylvester Stewart, véritable patronyme du leader de Sly and the Family Stone. La reprise de Proud Mary, de Creedence Clearwater Revival, demeure la chanson signature de Tina Turner et l'un de ses plus anciens standards. Proud Mary est le plus grand succès commercial du duo, atteignant la 4e place des charts US. Le single a également remporté un Grammy Award pour Best R'n'B Vocal Performance by a Duo or Group.
Alors que beaucoup de leurs titres n'atteignent pas le succès escompté, The Ike and Tina Turner Revue est acclamé et salué par Elvis Presley, les Rolling Stones (dont ils font la première partie), David Bowie, Sly Stone, Janis Joplin, Cher, James Brown, Ray Charles et Elton John.
À la grande époque du couple Turner, un petit concert dans un club à prédominance noire dans le Sud pouvait être suivi, la même semaine, d'un important concert à Las Vegas ou d'une apparition à la télévision nationale. Ike est le manager ainsi que le directeur artistique du groupe dirigeant Tina d'une main de fer.[non neutre]
Ike Turner voit le nombre de ses contrats et de ses concerts décliner à cause de sa dépendance de la drogue. Cette atmosphère pesante et violente amènera Tina, des années après, à révéler avoir subi des violences physiques répétées durant toute la durée de leur union.[réf. nécessaire]

### Années 1970

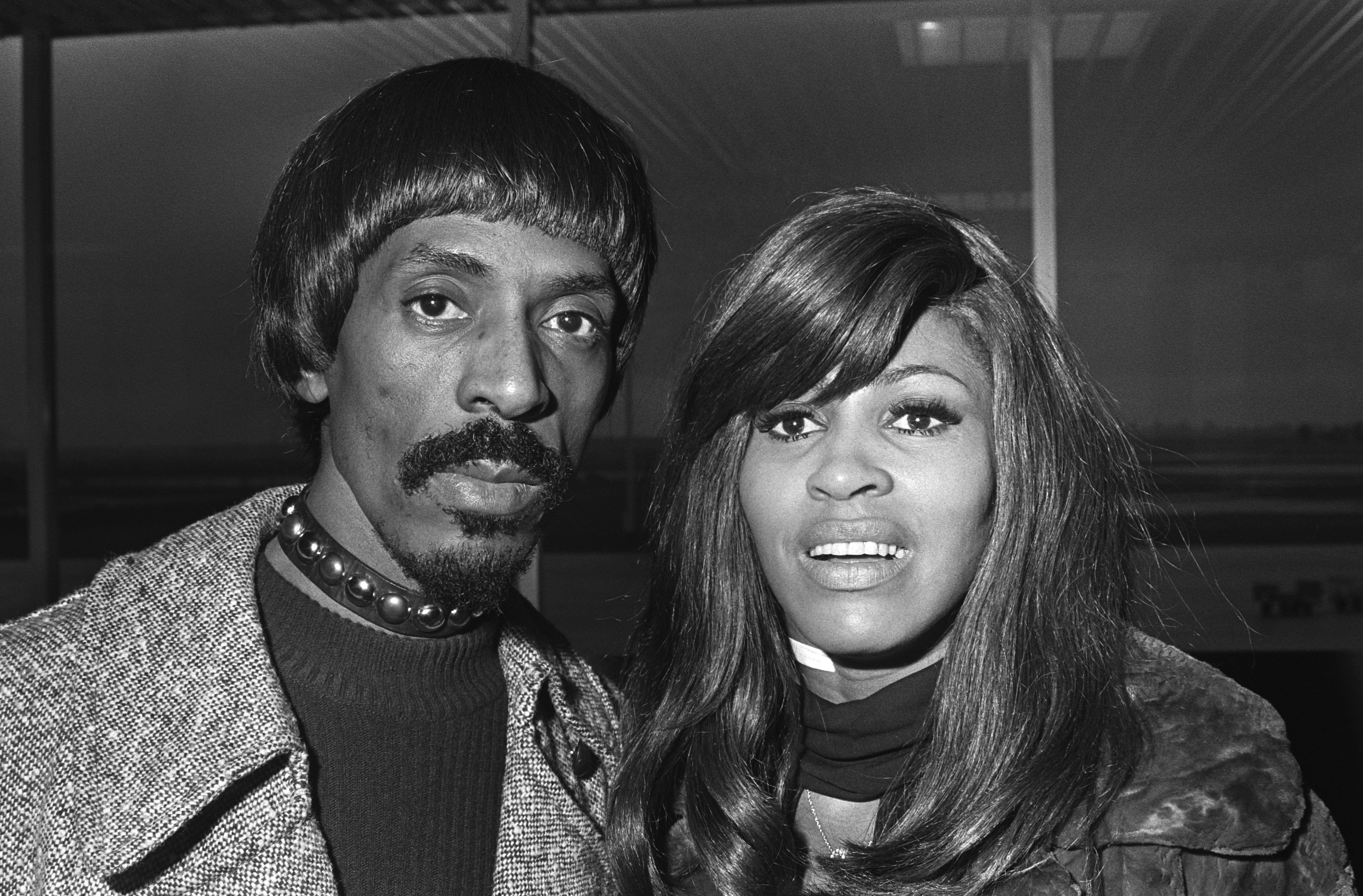
Ike & Tina Turner, le 28 janvier 1971.

Au milieu des années 1970, la vie privée de Tina Turner commence à se détériorer. L'addiction d'Ike à la cocaïne et son comportement irascible leur font perdre tout crédit dans la profession ; plusieurs concerts sont annulés. Les ventes d'albums décroissent, leur dernier succès est Nutbush City Limits, une chanson écrite par Tina dépeignant le village de sa jeunesse. Elle se classe no 22 aux États-Unis et no 4 au Royaume-Uni en 1973.
Ayant ouvert un studio d'enregistrement, Bolic Sound, grâce à l'argent de Proud Mary, Ike produit le premier album solo de Tina Turner Tina Turns the Country On en 1974. Mais celui-ci ne réussit pas à capter l'attention des médias, tout comme Acid Queen (1975), sorti au moment des débuts très populaires de Tina dans le film Tommy, l'opéra-rock des Who.

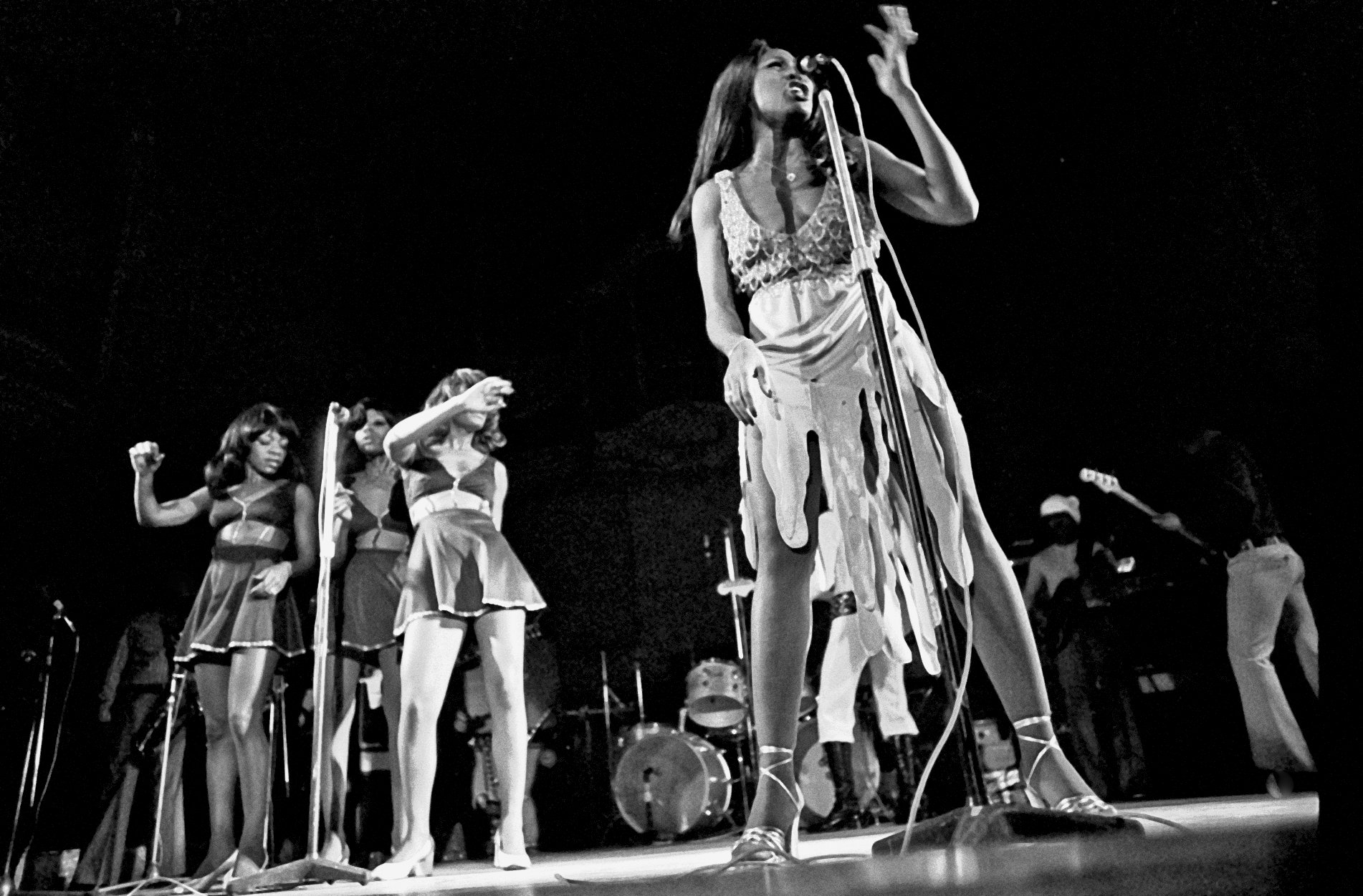
Tina Turner sur scène en 1972.

Après un dernier conflit, le 4 juillet 1976, Tina Turner quitte Ike juste avant un show à Dallas avec 36 cents en poche et une carte de station-service. Elle passe six mois à se cacher d'Ike, logeant chez différents amis et vivant grâce aux aides des « food stamps ».
Ayant quitté Ike au milieu d'une tournée, elle devient légalement responsable de l'interruption de sa participation et de la rupture de tous les contrats déjà signés envers les promoteurs. Ayant besoin de beaucoup d'argent pour les rembourser, elle se lance dans une carrière en solo, en commençant par des apparitions dans des shows télévisés tels que Hollywood Squares, Donny and Marie (en), The Sonny & Cher Comedy Hour (en) et le The Brady Bunch Hour (en).
Tina évoque sa foi dans le bouddhisme comme la force dont elle avait besoin pour quitter son mari. Elle évoque librement sa pratique du bouddhisme de Nichiren au sein de la Sōka gakkai et sa pratique de la récitation du Namu myōhō renge kyō,.
Son divorce est officialisé en 1978 après seize ans de mariage. Elle accusera plus tard Ike de violences dans son autobiographie Moi, Tina, qui deviendra un best-seller porté en 1993 à l'écran avec le film Tina. Ayant coupé entièrement les ponts avec Ike, elle obtient cependant le droit d'utiliser comme nom de scène le patronyme de son ancien mari. Celui-ci avait déposé le nom de son épouse comme celui d'une marque,. Elle assume le remboursement de toutes les dettes du couple dues aux annulations de contrats.
Tina Turner finit les années 1970 en publiant son premier album depuis la séparation, Rough, qui était au départ une chanson de la revue. On y retrouve des chansons rock, marquant le nouveau départ qu'elle veut donner à sa carrière. L'album ne se vend pas bien. En 1979, Love Explosion, un essai pour conquérir le marché disco, échoue également.

### Années 1980
Tina Turner commence à se produire un peu partout dans le monde, mais sa carrière tarde à décoller jusqu'en 1982, lorsque l'équipe de la British Electric Foundation la contacte pour enregistrer une reprise des Temptations : Ball of Confusion. Les producteurs sont tellement impressionnés par le résultat qu'ils la persuadent d'enregistrer la chanson Let's Stay Together d'Al Green.
Alors qu'elle est largement considérée comme « hors circuit » par l'industrie du disque américaine, sa popularité en tant que « bête de scène » n'a jamais faibli en Europe. Capitol lui fait signer un contrat limité avec son label britannique. Elle partage son temps entre de petits concerts aux États-Unis afin de rester dans l'œil du public alors que, de l'autre côté de l'Atlantique, elle remplit de grandes salles de concert.
Sa version de Let's Stay Together sort au Royaume-Uni et devient un hit majeur en décembre 1983 : elle culmine à la 5e place des charts britanniques, un tournant important dans sa carrière solo.
Capitol Records édite également le morceau aux États-Unis où il atteint le Top 20. C'est un grand succès dans les charts R&B où il est no 4 et également no 1 du Billboard Dance/Club Play Charts. Devant cette situation, Capitol Records décide de miser sur l'enregistrement d'un album.

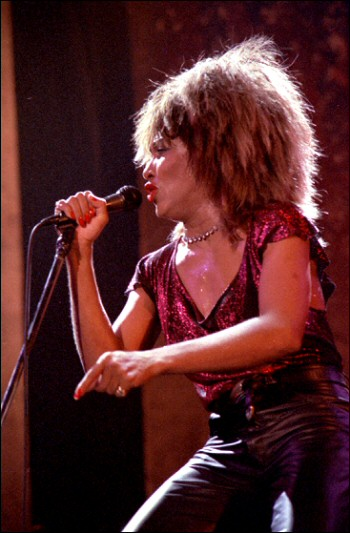
Tina Turner en 1985.

Alors qu'elle était déjà très connue et respectée en tant qu'artiste aux côtés de son ex-mari Ike Turner, elle effectue en 1984, à l’âge de quarante-cinq ans, « le plus grand come-back de l'histoire de la musique ».
À l'automne 1984, Tina Turner sort son 5e album solo, Private Dancer. Il connaît un succès retentissant (8 millions d’albums vendus en un an) et l’établit au rang d'artiste solo crédible. Private Dancer classe cinq titres au Top 30 et trois singles dans le Top 10. Après le succès de Let's Stay Together, Capitol sort le titre qui va devenir no 1 What's Love Got To Do With It. Tina Turner remporte cette année-là, aux Grammy Awards, les récompenses pour la chanson de l'année, l'album de l'année, la meilleure chanteuse rock et la meilleure chanteuse pop.
À l'origine, Tina Turner détestait la chanson What's Love Got to Do with It parce qu'elle sentait qu'elle était « trop pop » et « pas assez rock ». Elle trouvait que Better Be Good to Me devait être le 2e single, mais Capitol la convainc et elle accepte que sorte What's Love Got to Do with It à la place. La chanson-titre de l'album, Private Dancer, écrite par Mark Knopfler, est no 7 des charts au début de l'année 1985.
Le 5e single, Show Some Respect, entre dans le Top 40 et y reste trois semaines. Private Dancer atteint la troisième place des ventes d'album et continue à se vendre énormément au fil des ans. Private Dancer demeure l'un des albums les plus vendus au monde. Il s'en est écoulé environ 20 millions d'exemplaires depuis sa parution.
En 1985, Tina Turner enregistre avec Bryan Adams un duo intitulé It's Only Love, nommé pour le Grammy Awards For Best Rock Vocal Performance by a Duo or a Group. Elle apporte également sa voix et son énergie à la chanson de charité We Are the World, enregistrée en une nuit avec d'autres artistes comme Michael Jackson, Stevie Wonder, Diana Ross, Ray Charles. En juillet de la même année, elle apparaît en scène pour un duo mythique avec Mick Jagger des Rolling Stones, interprétant State of Shock et It's only Rock'n'Roll, au profit du Live Aid, au John F. Kennedy Stadium.
Pour le dernier concert du « Private Dancer Tour », le 23 mars 1985, elle invite la rock star David Bowie, pour trois titres, Tonight (enregistré en studio aussi sur l’album homonyme de Bowie), le Let’s Dance de Chris Montez (1962) et le Let's Dance de David Bowie (1983).

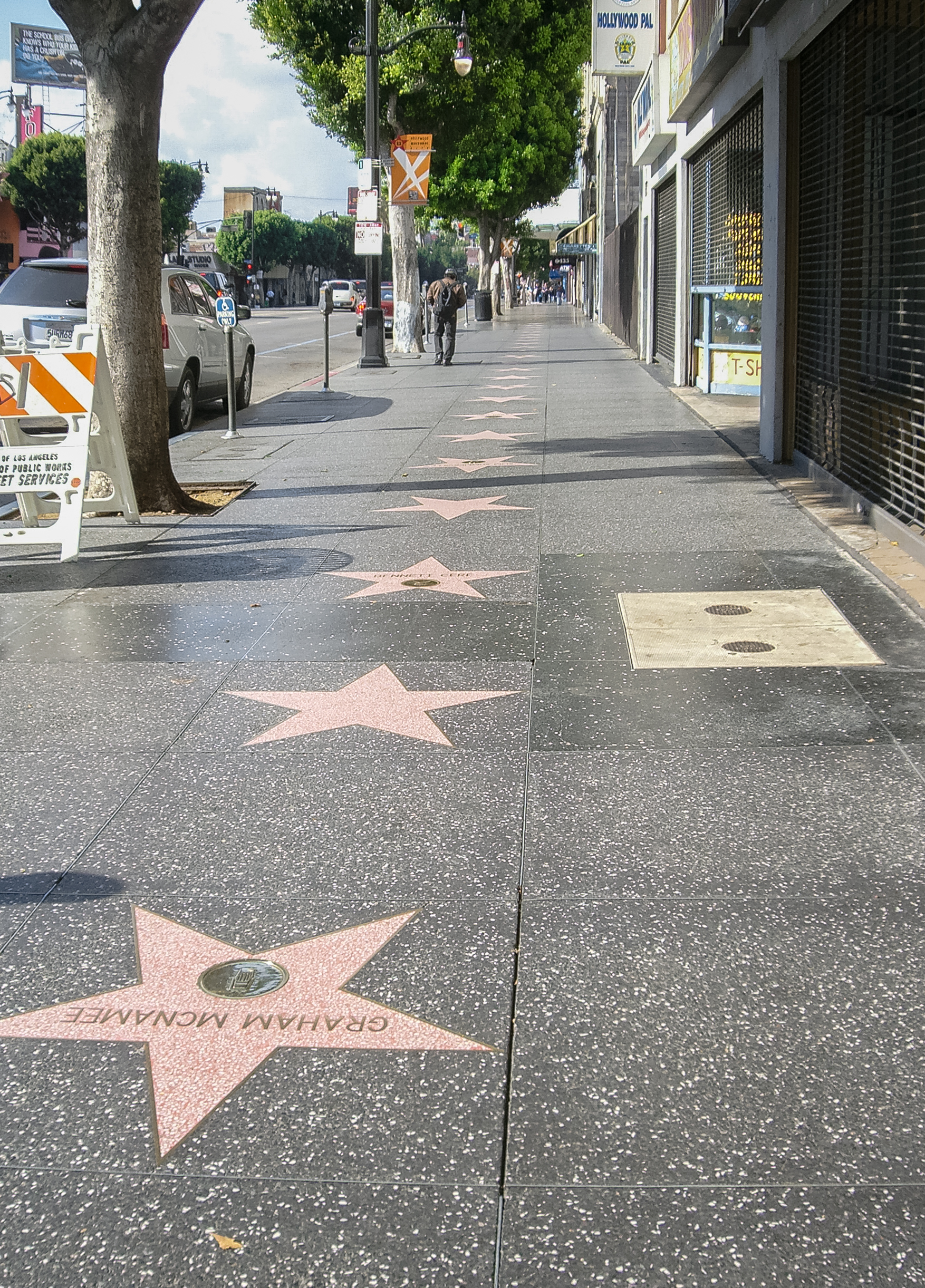
Le Hollywood Walk of Fame où Tina Turner a son étoile depuis 1986.

Tina Turner apparaît en 1985 sous les traits de Aunty Entity dans Mad Max 3 - Au-delà du dôme du tonnerre avec Mel Gibson. Elle enregistre les tubes de la BO avec We Don't Need Another Hero et One of the Living.
We Don't Need... obtient une nomination aux Grammy : c'est un énorme succès atteignant la 2e place des charts US et la 1re place des classements européens. One of the Living, le second single de la B.O, atteint la 15e place au Billboard's Hot 100. Tina Turner remporte un nouveau Grammy Awards dans la catégorie Best Rock Vocal.
Tina Turner s'installe en 1986 en Europe pour vivre avec son compagnon Erwin Bach, cadre chez EMI (sa maison de disques) qu'elle a rencontré un an plus tôt. En plus de leur manoir sur les bords du lac de Zurich, la diva a également acquis une villa en France, à Villefranche-sur-Mer en 1992.
En 1986, Tina Turner sort son 6e album solo, Break Every Rule. L'album est un nouveau succès. La tournée qui l'accompagne atteint un record en termes de vente de tickets.
On y retrouve le tube qui fut no 1, Typical Male (avec Phil Collins à la batterie) , qui reçoit une nomination pour le Grammy de la meilleure performance pop. Grâce à Break Every Rule, elle obtient son 3e Grammy consécutif pour Female Rock Vocal, son duo avec Bryan Adams.
Tina Turner fait son entrée dans le Livre Guinness des records lors de la tournée Break Every Rule, lorsqu'elle chante à Rio de Janeiro devant 184 000 spectateurs en janvier, pour le plus grand concert payant jamais donné.
Le 28 août, elle inaugure son étoile sur le Hollywood Walk of Fame d'Hollywood Boulevard (face au 1750 North Vine Street).
En 1988, sort l'album Tina Live in Europe qui lui apporte son 4e Grammy Award pour Best Rock Vocal.
En 1989, Tina Turner sort son dernier album des années 1980. Foreign Affair ; il se vend à plus de 6 millions d'exemplaires l'année de sa sortie. L'album reçoit des nominations aux Grammy pour Best Rock Vocal. L'année suivante, Steamy Windows reçoit également une nomination aux Grammy dans la même catégorie.
On retrouve dans cet album différents tubes tels que The Best, qui reste un hymne sportif de nos jours. La chanson se classe no 15 au US Hot 100 et no 5 au Royaume-Uni.
I Don't Wanna Lose You est no 8 des charts anglais. Le double album contient également des duos avec David Bowie, Bryan Adams et Robert Craig.

### Années 1990
Tina Turner commence cette décennie avec à nouveau une énorme tournée le Foreign Affair: The Farewell Tour (en) qui se déroule durant le printemps et l'été 1990. Elle enregistre également la chanson Break Through The Barrier de la BO du film de Tom Cruise Jours de tonnerre et enregistre une version de It Takes Two avec Rod Stewart pour une campagne de pub Pepsi. La chanson est un gros succès en Europe, atteignant le Top 5 en Angleterre et dans d'autres pays.
Au début des années 1990, la chanson The Best devient la chanson fétiche de quatre athlètes : le hockeyeur Wayne Gretzky pour qui la chanson a été écrite à l'origine, le boxeur Chris Eubank, le champion de formule 1 Ayrton Senna et la joueuse de tennis Martina Navrátilová. Une version de la chanson en duo avec Jimmy Barnes est enregistrée pour promouvoir le championnat australien de rugby à XIII. La chanson est également utilisée par la chaîne américaine HBO pour les publicités des shows et devient le deuxième thème musical de la chaîne pendant des années.
En 1991, Tina Turner sort son premier best of, intitulé Simply the Best. L'album contient trois nouvelles chansons. La compilation est plusieurs fois disque de platine aux États-Unis et se vend à 2,4 millions d'exemplaires en Angleterre.
En 1992, elle est invitée pour un concert lors de la cérémonie d'ouverture du parc Disneyland à Paris. En 1993, elle reçoit une nomination aux Grammy dans la catégorie « Best Rock Vocal » pour sa reprise de The Bitch is Back sur l'album Two Rooms Tribute d'Elton John. Elle fait également un caméo dans le film d'Arnold Schwarzenegger Last Action Hero.
C'est également l'année de l'adaptation au cinéma de sa biographie parue en 1986. Dans le film Tina (What's Love Got to Do with It est le titre original), le rôle de Tina est interprété par Angela Bassett (Whitney Houston dut décliner l'offre à cause de sa maternité et Halle Berry auditionna également pour le rôle) et celui de Ike est interprété par Laurence Fishburne. Les deux acteurs reçoivent une nomination aux Oscars respectivement pour la Meilleure Actrice et le Meilleur Acteur.
Tina Turner retrouve le chemin des charts avec la chanson titre du film, I Don't Wanna Fight (encore une nomination aux Grammy). Elle embarque également pour une tournée américaine et australienne. Tina, What's Love Live est diffusé par la Fox aux États-Unis pour le dernier concert de la tournée.
En 1994, lors d'un séjour en France, dans le Lot, elle est faite chevalier par la confrérie des vins de Cahors et achète quelques œuvres de l'artiste Jean-Joseph Sanfourche.
En 1995, elle enregistre la chanson phare GoldenEye du film homonyme, qui marque le retour de James Bond et le sien. Peu de temps après, grâce au succès de la chanson, elle entre en studio et enregistre son huitième album solo intitulé Wildest Dreams.
La même année, elle entame une tournée record, le Wildest Dreams World Tour devenant l'une des plus grandes tournées européennes, remportant plus de 100 millions de dollars rien qu'en Europe. Le DVD Tina Turner, live in Amsterdam est nommé dans la catégorie Meilleure vidéo de concert. À la fin de la tournée en 1997, elle fait équipe avec le chanteur italien Eros Ramazzotti pour enregistrer Cose Della Vita/ Can't Stop Thinking Of You qui est un succès en Europe.
Alors qu'elle vit à un rythme qui lui convient un peu plus, plus calme que durant les quarante premières années, Tina enregistre en 1999 la chanson du Roi lion 2 intitulée He Lives in You. Elle donne également une prestation mémorable cette même année aux VH1 Diva's Live 99'. Elle ouvre le concert par The Best, ce qui lui vaut une ovation debout, la première des quatre qu'elle recevra pour sa prestation dans la soirée. Étaient également présents Cher, Whitney Houston, Elton John et Mary J. Blige.
Le neuvième album de Tina Turner, Twenty Four Seven, est publié le 2 novembre 1999. On y retrouve ses succès tels que Whatever You Need et When The Heartache is Over qui sont dans le Top 10 anglais et qui atteignent la troisième place sur le US Dance/Club Play Charts. Ce n'est certes pas un succès majeur pour Tina, mais c'est tout de même un succès. Il s'en vend un million de copies aux États-Unis, devenant disque de platine.
À la suite du lancement de l'album, Tina annonce qu'elle va entamer sa dernière grande tournée. Finissant en beauté puisque le Twenty Four Seven World Tour remporte plus de 80 millions de dollars rien qu'aux États-Unis (23 stades internationaux, tous complets, ne sont pas pris en considération à cause d'un calcul et d'un prix de billet différents) durant l'été 2000, devenant ainsi la plus grosse tournée de l'année 2000 et la cinquième plus grosse tournée américaine de l'histoire. Sa prestation au stade Wembley à Londres le 15 juillet 2000 donne lieu à une production en DVD : Tina Turner, one last time live in concert, filmé sous la direction de David Mallet et édité par Eagle Vision.

### Années 2000
Tina Turner vit désormais en retrait de toute apparition publique, sauf en de rares occasions. Elle participe cependant à certains projets comme une apparition chantée dans le 14e épisode de la troisième saison de la série télévisée Ally McBeal.
En 2001, l'autoroute 19 (Highway 19) entre Brownsville et Nutbush est rebaptisée « autoroute Tina Turner ».
En 2003, elle collabore avec Phil Collins pour enregistrer la chanson Great Spirits pour le film d'animation Frère des ours.
En 2004, Tina Turner sort sa dernière compilation de Greatest Hits intitulée All the Best. L'album se hisse à la deuxième place du Billboard 200 et devient son album le mieux classé en première semaine. Il comprenait trois nouvelles chansons : Open Arms, Complicated Disaster et Something Special. La chanson Open Arms se classe dans le Top 20 anglais.
Elle fait aussi une apparition spéciale dans le 10e Prime show de Star Academy 4 en France où elle reçoit une ovation debout de l'ensemble des spectateurs et jeunes talents de l'émission.
Au début de l'année 2005, Tina Turner fait quelques apparitions télé aux États-Unis et en Europe pour promouvoir le best of. Elle a également donné un concert privé en novembre à Saint-Pétersbourg, en Russie.
Tina Turner est honorée cette année-là comme l'une des 25 légendes noires américaines, 25 légendes qui ont brisé les barrières grâce à leur travail.
À la fin de l'année, Tina Turner est intronisée au Kennedy Center Honors au John F. Kennedy Center for the Performing Arts à Washington, rejoignant une poignée d'artistes d'exception. Certains chanteurs rendent hommage à Tina Turner ce soir-là, notamment Al Green, Beyoncé, Melissa Etheridge et Queen Latifah. Oprah Winfrey introduit Tina par ces mots : « Nous n'avons pas besoin d'autres héros, nous avons besoin de plus d'héroïnes comme vous, Tina. Vous me rendez fière d'épeler mon nom f-e-m-m-e. […] Tina Turner n'a pas seulement survécu, elle a triomphé. »
En 2005, Tina Turner et la chanteuse suisso-tibétaine Dechen Shak-Dagsay ont organisé une cérémonie avec le 14e dalaï-lama et l'abbé Martin Werlen du monastère bénédictin d'Einsiedeln et en 2009 co-crée un projet de musique spirituelle avec Shak-Dagsay et la chanteuse suisse Regula Curti, appelé Beyond. L'idée, selon Shak-Dagsay, en est de toucher les gens quelles que soient leurs croyances, sans qu'il s'agisse explicitement d'un projet bouddhiste ou chrétien, mais plutôt un projet universel,.
Au début de l'année 2006 sort la bande originale du film Les Enfants invisibles. Turner y chante Teach Me Again avec la chanteuse italienne Elisa, no 1 en Italie.
En octobre 2006, dans une interview au magazine Billboard, Guy Chambers, l'ancien producteur de Robbie Williams, révèle que son prochain projet est l'album Come back de Tina Turner. À la première de Casino Royale à Zurich le 16 novembre 2006, elle confirme qu'elle a enregistré plusieurs chansons pour l'album. Cela serait son premier enregistrement de nouveau matériel en huit ans.
En mai 2007, Tina retourne sur scène pour un concert de charité privé au Museum d'histoire naturelle de Londres. C'est son premier concert depuis huit ans.
Le pianiste de jazz Herbie Hancock sort un album hommage à Joni Mitchell intitulé River : The Joni Letters le 25 septembre 2007. Tina Turner apporte sa contribution en interprétant Edith and Kingpin. L'album reçoit en février 2008, le Grammy Award de l'album de l'année.
Le 16 octobre 2007, Santana publie Ultimate Santana, un best of comprenant un duo inédit avec Tina, The Game Of Love. La chanson avait été enregistrée en 2002 mais n'était jamais sortie.
Le 12 décembre 2007, Turner fait une déclaration par l'intermédiaire d'un porte-parole concernant le décès de son ex-mari Ike Turner : « Tina est au courant du décès de Ike. Elle n'avait plus aucun contact avec lui depuis vingt-cinq ans. Aucun autre commentaire ne sera fait. »
Le 10 février 2008, Turner fait équipe avec Beyoncé pour le 50e anniversaire de la cérémonie des Grammy Awards. C'est la véritable réapparition en public de Tina depuis huit ans. À l'âge de soixante-huit ans, sa prestation lui vaut les louanges de la presse entière et de ses pairs. À partir du 29 avril 2008, la rumeur selon laquelle elle doit revenir sur scène se renforce.
Le 5 mai 2008, elle est l'invitée spéciale d'Oprah Winfrey, où elle annonce officiellement le lancement de sa nouvelle tournée, Tina: Live in Concert qui débute le 1er octobre à Kansas City. Le 5 juillet 2008, huit ans jour pour jour après son dernier concert à Paris, elle est reçue à l'Élysée par Nicolas Sarkozy. Elle accompagne son ami de longue date, Giorgio Armani, venu recevoir la Légion d'honneur. Tina a été faite chevalier des Arts et des Lettres en 1996 par le ministre de la Culture de l'époque, Philippe Douste-Blazy.
Le 30 septembre 2008, Capitol Records sort Tina!, florilège comprenant des chansons remastérisées ainsi que deux inédits, It Would Be a Crime et I'm Ready.

### Depuis 2010
En septembre 2011, elle sort un nouveau single intitulé Beyond Children, un single de chants bouddhistes. Elle donne deux concerts pour la sortie de ce single, le premier à Zurich, le deuxième pour les « Sport Awards », également en Suisse. Après quelque temps d'absence, Tina Turner fait une apparition le 3 mai 2012 en Chine, à Pékin, pour le défilé d'Armani.
En janvier 2013, Tina Turner obtient le droit de cité de la commune de Küsnacht, étape essentielle en vue d’obtenir la nationalité suisse. Elle confie alors au quotidien alémanique Blick : « Je suis très heureuse en Suisse et je me sens chez moi ici. Je ne peux pas imaginer un meilleur endroit pour vivre. » Le 24 avril, la RTS annonce qu'elle est désormais titulaire du passeport suisse, après avoir obtenu le feu vert des autorités cantonales et fédérales,. Le 21 juillet, Tina Turner et Erwin Bach, cadre allemand dans l'industrie du disque âgé de 57 ans, se marient au manoir de Küsnacht au cours d'une somptueuse cérémonie, sur les bords du lac de Zurich, en Suisse. Le 24 octobre, Tina Turner se rend à l'ambassade américaine à Berne afin d'entamer des démarches pour abandonner sa nationalité américaine,.
En mars 2014, elle sort Love Within Beyond, un single de chants bouddhistes.
En août 2014, Tina Turner apparaît dans une publicité et devient l'ambassadrice de l'application iO de Swisscom, l'opérateur historique suisse.
Elle est citée dans l'affaire des Panama Papers en avril 2016.
Le 17 juillet 2020, le single What's love got to do with it ressort dans une version remixée par le DJ Kygo,. Afin de promouvoir ce titre, un nouveau clip est mis en ligne mais sans que Tina Turner et Kygo n’y apparaissent. Laura Harrier et Charles Michael Davis tiennent les rôles principaux.
En 2021, Tina Turner vend ses droits musicaux au groupe BMG, Warner Music restera toutefois sa maison de disques.
La fortune de Tina Turner a été estimée en 2022 par le magazine économique suisse Bilanz à 225 millions de francs suisses (circa 225 millions $).

### Dernières années et mort
Tina Turner est victime d'un accident vasculaire cérébral en 2013. Un cancer de l'intestin lui est diagnostiqué en 2016. Pour éviter les effets secondaires d’un traitement lourd, elle s'appuie sur les médecines alternatives et l'homéopathie ainsi que pour soigner son hypertension[réf. souhaitée], ce qui entraîne une insuffisance rénale chronique et lui coûte un rein. Elle subit une greffe du rein en avril 2017, son mari lui ayant fait don d'un des siens.
Tina Turner meurt le 24 mai 2023 à Küsnacht (canton de Zurich, Suisse) à l'âge de 83 ans,. Ses obsèques ont lieu quelques jours plus tard dans la plus stricte intimité, après sa crémation.

### Vie privée
En 1962, elle se marie avec Ike Turner dont elle divorce en 1978 après seize ans d'enfer conjugal qu'elle a décrit dans son livre My love story (autobiographie).
En 1985, elle rencontre le producteur allemand Erwin Bach, né en 1956, avec qui elle se marie le 21 juillet 2013.
Elle a élevé quatre garçons :
- Ike Jr. et Michael, deux fils du premier mariage de Ike Sr. avec Lorraine Taylor ;
- Craig (1958 - 2018), fils de Tina Turner et du saxophoniste Raymond Hill, adopté par Ike Turner ;
- Ronald (1960 - 2022), issu de l'union de Tina Turner et Ike Sr., qui épouse en 2007 Afida Turner[45],[46], le couple se sépare en 2017, sans pour autant divorcer.

## Discographie
Albums studio
- Tina Turns the Country On! (1974)
- Acid Queen (1975)
- Rough (1978)
- Love Explosion (1979)
- Private Dancer (1984)
- Break Every Rule (1986)
- Foreign Affair (1989)
- Wildest Dreams (1996)
- Twenty Four Seven (1999)

## Filmographie
- 1966 : The Big TNT Show (documentaire) de Larry Peerce : elle-même
- 1970 : It's Your Thing (documentaire) de Mike Gargiulo : elle-même
- 1970 : Gimme Shelter (documentaire) de David Maysles, Albert Maysles et Charlotte Zwerin : elle-même
- 1971 : Taking Off de Miloš Forman : elle-même
- 1971 : Soul to Soul (documentaire) de Denis Sanders : elle-même
- 1972 : Cocksucker Blues de Robert Frank : elle-même (documentaire)
- 1975 : Tommy de Ken Russell : Acid Queen
- 1985 : Mad Max : Au-delà du dôme du tonnerre (Mad Max : Beyond Thunderdome) de George Miller et George Ogilvie : Aunty Entity  (Entité en VF)
- 1993 : Last Action Hero de John McTiernan : la mairesse
- 2019 : Tina Turner, la rage de vivre (documentaire) de Schyda Vasseghi  : elle-même
- 2021 : Tina (documentaire) de Daniel Lindsay et T.J. Martin : elle-même

## Publications
- Moi, Tina, Éditions Michel Lafon / Carrère, 1987
- (en) I, Tina : My Life Story, Dey Street Books, 2010
- Tina Turner : Autobiographie [« My Love Story: A Memoir »] (trad. de l'anglais), Paris, HarperCollins, 2019, 249 p. (ISBN 979-10-339-0322-2).
- Le bonheur est en vous : mon chemin spirituel [« Happiness Becomes You »] (trad. de l'anglais), Paris, Florent Massot, 2021, 240 p. (ISBN 2380353433).
- Queen of rock'n'roll : 26 novembre 1939-24 mai 2023 (trad. de l'anglais), Paris, Casa Editions, 2024, 144 p. (ISBN 978-2-38058-462-2).